# Christoph Knie
Christoph Knie (* 24. April 1984 in Bad Berleburg) ist ein ehemaliger deutscher Biathlet.
Christoph Knie wurde 1999/2000 Deutscher Jugendmeister. 2001 wurde er Nachwuchssportler des Jahres und qualifiziert sich für den deutschen C-Kader. Sehr erfolgreich war Knie bei Juniorenweltmeisterschaften. 2002 in Ridnaun wurde er Weltmeister im Einzel und mit der Staffel. Im folgenden Jahr in Kościelisko gewann er zunächst Bronze im Sprint, danach Gold in der Verfolgung und Silber mit der Staffel, zu der auch Robert Wick gehörte. 2004 in Haute-Maurienne gewann er Staffelgold (unter anderem mit Michael Rösch). 2005 in Kontiolahti verpasste Knie als Vierter im Sprint nur knapp eine Medaille, mit der Staffel gewann er jedoch erneut Gold. 2006 trat er erstmals bei Europameisterschaften an. In Langdorf konnte er jedoch keine Erfolge erringen. Besser lief es allerdings 2007 in Bansko. Auch hier konnte er im Einzel nicht überzeugen und wurde in den anderen Einzelrennen nicht eingesetzt. Hingegen kam er in der Staffel zum Einsatz. Mit Carsten Pump, Daniel Graf und Jörn Wollschläger konnte er sich auch gegen höher eingeschätzte Staffeln durchsetzen und gewann Gold.
Im Europacup nahm Knie erstmals 2003 bei einem Einzel (18.) in Ridnaun teil. 2004 gewann er mit der Staffel ein erstes Mal ein Europacuprennen in Méribel. In Östersund beteiligte Knie 2005 sich erstmals im Biathlon-Weltcup und wurde 44. im Sprint und 52. in der Verfolgung. Danach startete er zunächst wieder im Europacup, zumal die Qualifikation für das Weltcupteam bei starker nationaler Konkurrenz schwer war.
Bei den Sommerbiathlon-Weltmeisterschaften 2009 in Oberhof gewann Christoph Knie im Sprint die Bronzemedaille.
Sein letztes Rennen bestritt er Anfang 2010 beim IBU-Cup in Pokljuka.
Neben Biathlon betreibt Knie noch mehrere andere dem Biathlon verwandte Sportarten. So gewann er 2003 die Bronzemedaille bei den Berglauf-Europameisterschaften, 2004 ein Jagdstartrennen im Rollskiweltcup in Kroatien und 2005 wurde er Deutscher Rollski-Vizemeister im Jagdstart in Büschergrund.

## Biathlon-Weltcup-Platzierungen
Die Tabelle zeigt alle Platzierungen (je nach Austragungsjahr einschließlich Olympische Spiele und Weltmeisterschaften).
- 1.–3. Platz: Anzahl der Podiumsplatzierungen
- Top 10: Anzahl der Platzierungen unter den ersten zehn (einschließlich Podium)
- Punkteränge: Anzahl der Platzierungen innerhalb der Punkteränge (einschließlich Podium und Top 10)
- Starts: Anzahl gelaufener Rennen in der jeweiligen Disziplin

| Platzierung         | Einzel | Sprint | Verfolgung | Massenstart | Staffel | Gesamt |
| ------------------- | ------ | ------ | ---------- | ----------- | ------- | ------ |
| 1. Platz            |        |        |            |             |         |        |
| 2. Platz            |        |        |            |             |         |        |
| 3. Platz            |        |        |            |             |         |        |
| Top 10              |        |        |            |             |         |        |
| Punkteränge         |        | 1      | 1          |             |         | 2      |
| Starts              | 2      | 3      | 3          |             |         | 8      |
| Stand: Karriereende |        |        |            |             |         |        |